# T'es vivant... ?

T'es vivant...? est un double album live de Bernard Lavilliers enregistré à l'Olympia en mars 1978 et paru la même année.
Le concert à l'Olympia s'ouvre avec la chanson-titre, de "Les Barbares", album studio de Bernard Lavilliers sorti en 1976, le 4ème de sa carrière, qui s'est révélé selon l'édition française du magazine Rolling Stone le 36e meilleur album de l'histoire du rock français.

## Titres
Toutes les compositions sont de Bernard Lavilliers sauf indication contraire.
1. Jukebox
2. Fauve d'Amazone
3. Lettre ouverte (Bernard Lavilliers, François Bréant, Pascal Arroyo)
4. Sax'aphone
5. Big brother (Bernard Lavilliers, François Bréant, Pascal Arroyo)
6. La danseuse du sud
7. Capoeĩra
8. Les barbares
9. Quinzième round
10. Fensch vallée
11. N'appartiens jamais... (Bernard Lavilliers, François Bréant)
12. Soleil noir (Bernard Lavilliers, François Bréant, Pascal Arroyo)
13. Plus dure sera la chute
14. Utopia

## Personnel[1]
- Pascal Arroyo : basse
- Dominique Mahut : percussion
- Emmanuel Lacordaire : batterie-tumbas
- Hector Drand : guitare électrique
- François Bréant : claviers
- Bernard Lavilliers : guitare acoustique